# Sonny Til
Sonny Til (* 18. August 1928; † 9. Dezember 1981; eigentlich Earlington Carl Tilghman) wurde in den 1950er Jahren als Lead- und Tenorsänger, sowie Frontman der Band The Orioles bekannt, die als eine der ersten Rhythm-&-Blues-Bands aller Zeiten gelten.
Til leitete die Band von ihren Anfängen als The Vibranaires 1947 bis zu seinem Tode an einem Herzinfarkt 1981. Postum wurde 1995 das Album Solo featuring Edna McGriff veröffentlicht, auf dem verschiedene Solo-Aufnahmen und Duette Tils (unter anderem mit Frankie Laine, Jo Stafford und Edna McGriff) zu hören sind, die entweder zwischen 1951 und '53 oder im Jahre 1960 entstanden.
| Personendaten    | Personendaten                           |
| ---------------- | --------------------------------------- |
| NAME             | Til, Sonny                              |
| ALTERNATIVNAMEN  | Tilghman, Earlington Carl (Geburtsname) |
| KURZBESCHREIBUNG | US-amerikanischer Doo-Wop-Sänger        |
| GEBURTSDATUM     | 18. August 1928                         |
| STERBEDATUM      | 9. Dezember 1981                        |